# クリスティナ・バウアー
クリスティナ・バウアー（Christina Bauer、1988年1月1日 - ）は、フランスの女子バレーボール選手。フランス代表。

## 来歴
1988年、ノルウェーのベルゲン出身。フランス国籍を取得し、2007年よりフランス代表でプレーする。同年9月の欧州選手権では8位となった。
2010-11シーズンからはイタリアセリエAのFVブスト・アルシーツィオに移籍した。2012-13シーズンの欧州チャンピオンズリーグでは3位となった。2014年より代表チームの主将を務める。
2013-14シーズンよりトルコリーグの強豪フェネルバフチェに加入した。同チームのレギュラーに抜擢されると、国内リーグで連勝中だったワクフバンクに勝利する原動力となった。出産を経て2020-21シーズンからASPTT Mulhouseに加入した。2021-22シーズンはイタリアセリエAのペルージャと契約した。
2024年シーズンはアメリカのリーグ・ワン・バレーボールと契約。

## 球歴
- 欧州選手権 - 2007年（8位）、2009年（14位）、2011年（10位）、2013年（8位）

## 受賞歴
- 2008年 - フランスプロリーグ2007-08 MVP

## 所属クラブ
- ASPTTミュルーズ（2004-2010年）
- FVブスト・アルシーツィオ（2010-2013年）
- フェネルバフチェ（2013-2015年）
- River Volley Piacenza（2015-2016年）
- Neruda Bolzano（2016-2017年）
- RCカンヌ（2017-2019年）
- ASPTTミュルーズ（2020-2021年）
- Wealth Planet Perugia Volley（2021-2022年）
- Pays d'Aix Venelles（2022-2024年）
- LOVBヒューストン（2024年-）